# Dukiełka
Dukiełka (także Dukielka) – potok płynący w południowo-wschodniej Polsce, w województwie podkarpackim, w powiecie krośnieńskim, w gminie Dukla. Według regionalizacji fizycznogeograficznej Jerzego Kondrackiego przepływa przez mezoregion Beskid Niski.
Jest lewym dopływem Jasiołki. Ma długość około 4 km. Początek bierze na południe od wsi Teodorówka. Uchodzi w Dukli do Jasiołki na wysokości około 323 m n.p.m. Oprócz Dukli i Teodorówki nad potokiem położone jest Nadole. Zlewnia Dukiełki należy do jednolitej części wód o nazwie „Jasiołka od Panny do Chlebianki” (kod RW2000142184599).
Dolina potoku pełni funkcję korytarza ekologicznego, wykorzystywanego m.in. przez nietoperze nocka dużego i podkowca małego.
Ujście Dukiełki w średniowieczu było miejscem pierwszych zabudowań miasta Dukla, postępujących od doliny Jasiołki w górę potoku. Nad ciekiem, przy jego ujściu, położony był browar, wzniesiony prawdopodobnie przed 1875, zniszczony w 1895 w wyniku pożaru. Do produkcji piwa wykorzystywano wodę z potoku.
Ciek wymieniony jest w Rozporządzeniu Rady Ministrów z dnia 17 grudnia 2002 r. w sprawie śródlądowych wód powierzchniowych lub części stanowiących własność publiczną jako istotny dla kształtowania zasobów wodnych oraz ochrony przeciwpowodziowej. W Dukli potok przegradza jaz ruchomy.

## Galeria

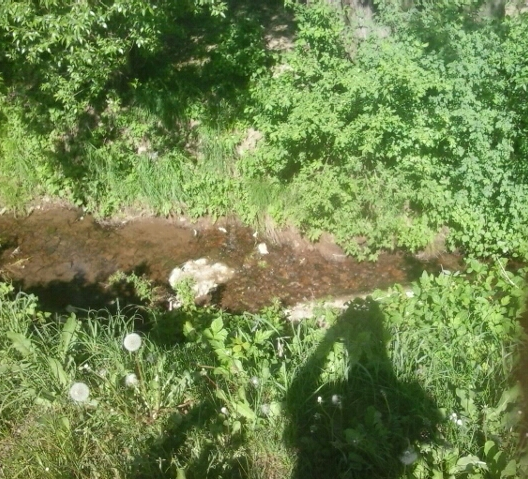
Dukiełka widziana w Teodorówce
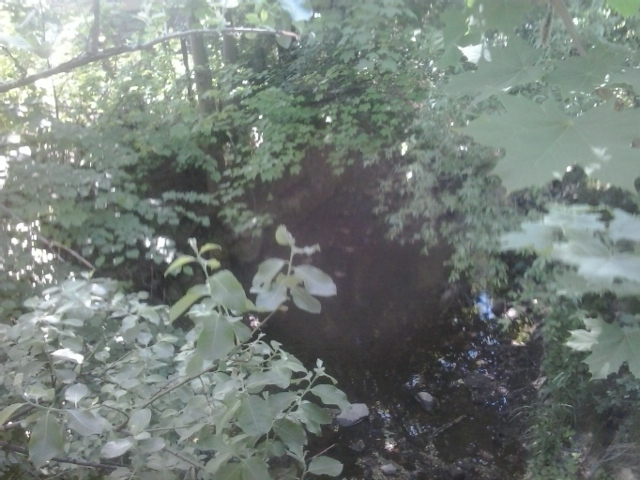
Dukiełka widziana z mostu w ciągu ul. Parkowej
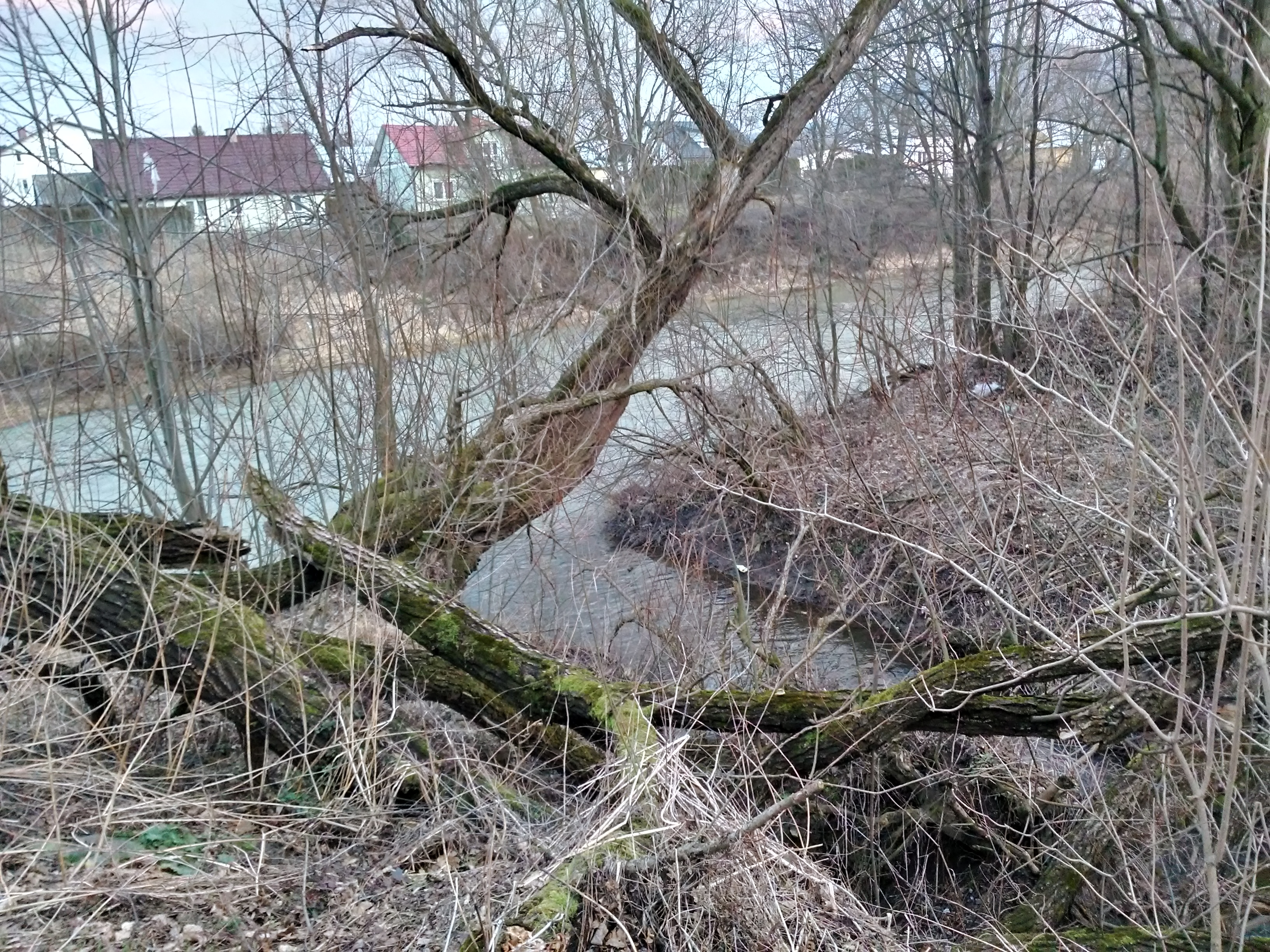
Ujście Dukiełki do Jasiołki
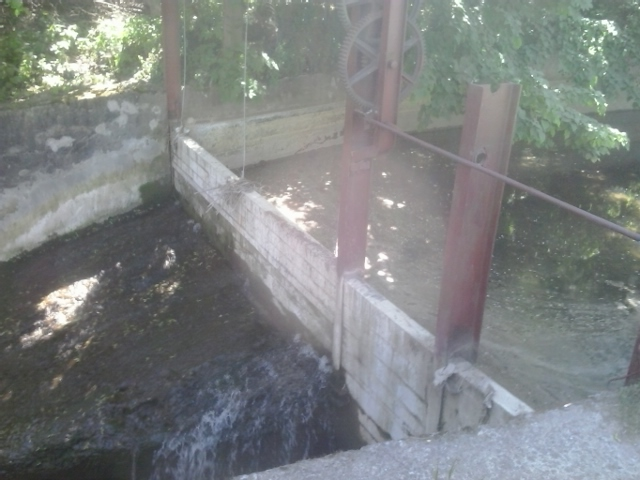
Jaz na Dukiełce w Dukli
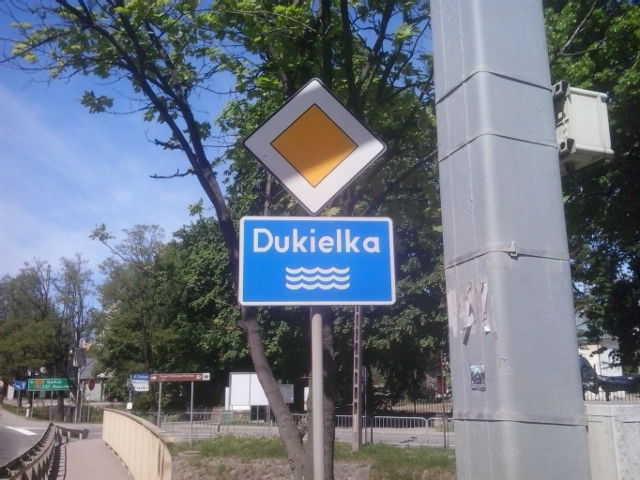
Znak z nazwą „Dukielka”
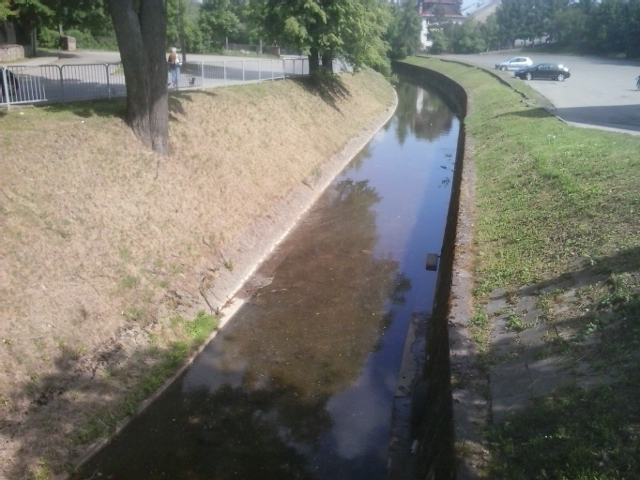
Dukiełka z podwyższonym poziomem wody